# 塞西尔·斯科特·福雷斯特
塞西尔·斯科特·福雷斯特（英語：Cecil Scott "C. S." Forester，1899年8月27日—1966年4月2日），英国小说家，以撰写海战故事而闻名，例如描绘拿破仑战争期间一名皇家海军军官霍雷肖·霍恩布洛尔的12本书系列。